# Ptilodactyla bruneiensis
Ptilodactyla bruneiensis là một loài bọ cánh cứng trong họ Ptilodactylidae. Loài này được Pic miêu tả khoa học năm 1924.